# Marmosa paraguayana
Marmosa paraguayana — всеїдний, деревний південноамериканський сумчастий з родини Didelphidae, названий американським зоологом Джорджем Генрі Гамільтоном Тейтом. Він походить з атлантичних прибережних лісів Бразилії, Парагваю та Аргентини. Цей вид мешкає як у первинному, так і у вторинному лісі, включаючи лісові фрагменти в межах лук. Комахи є основним компонентом його раціону. Раніше його відносили до роду Micoureus, який у 2009 році був виділений у підрід. Хоча його статус збереження є «найменш занепокоєним», його середовище існування скорочується через урбанізацію та перетворення на сільське господарство на більшій частині його ареалу.

## Опис
Вид досягає довжини голови й тулуба від 12 до 24 см, хвіст має довжину від 15 до 26 см та важить від 56 до 230 г. Хвіст у середньому приблизно на 25% довший за голову й тулуб. Хутро довге та м'яке. Спина суцільно-сіра, іноді з легким коричневим відтінком. Голова коричнево-помаранчева між очима та над носом. Навколо чорних очей є темні кільця навколо очей, які не доходять до основи вух. Ці кільця менш виражені, ніж у інших карликових опосумів. Вуха круглі та від рожевих до коричневих. Черево від коричневого до помаранчевого, переходить до боків тіла в сірий колір. Лапи від світло-коричневі до рожевих. Безволосий ділянка хвоста коричнева, остання третина біла або з білою цяткою. Найближчі 30 мм хвоста волохаті. У самиць немає сумки. Каріотип 2n=14, FN=24.